# Ulica Stefana Żeromskiego w Radomiu
Ulica Stefana Żeromskiego w Radomiu – ulica w dzielnicy Śródmieście. Łączy plac Kazimierza Wielkiego z ulicą Lubelską. Krzyżuje się z ulicami Traugutta, Witolda, Focha, Moniuszki, Niedziałkowskiego, Słowackiego, 25 Czerwca, Młynarską, Czachowskiego, Batorego oraz Zbrowskiego. Na osi ulicy Focha przylega do niej plac Konstytucji 3 Maja. Na odcinku pomiędzy placem Kazimierza Wielkiego a ulicą Niedziałkowskiego tworzy reprezentacyjny deptak.

## Historia

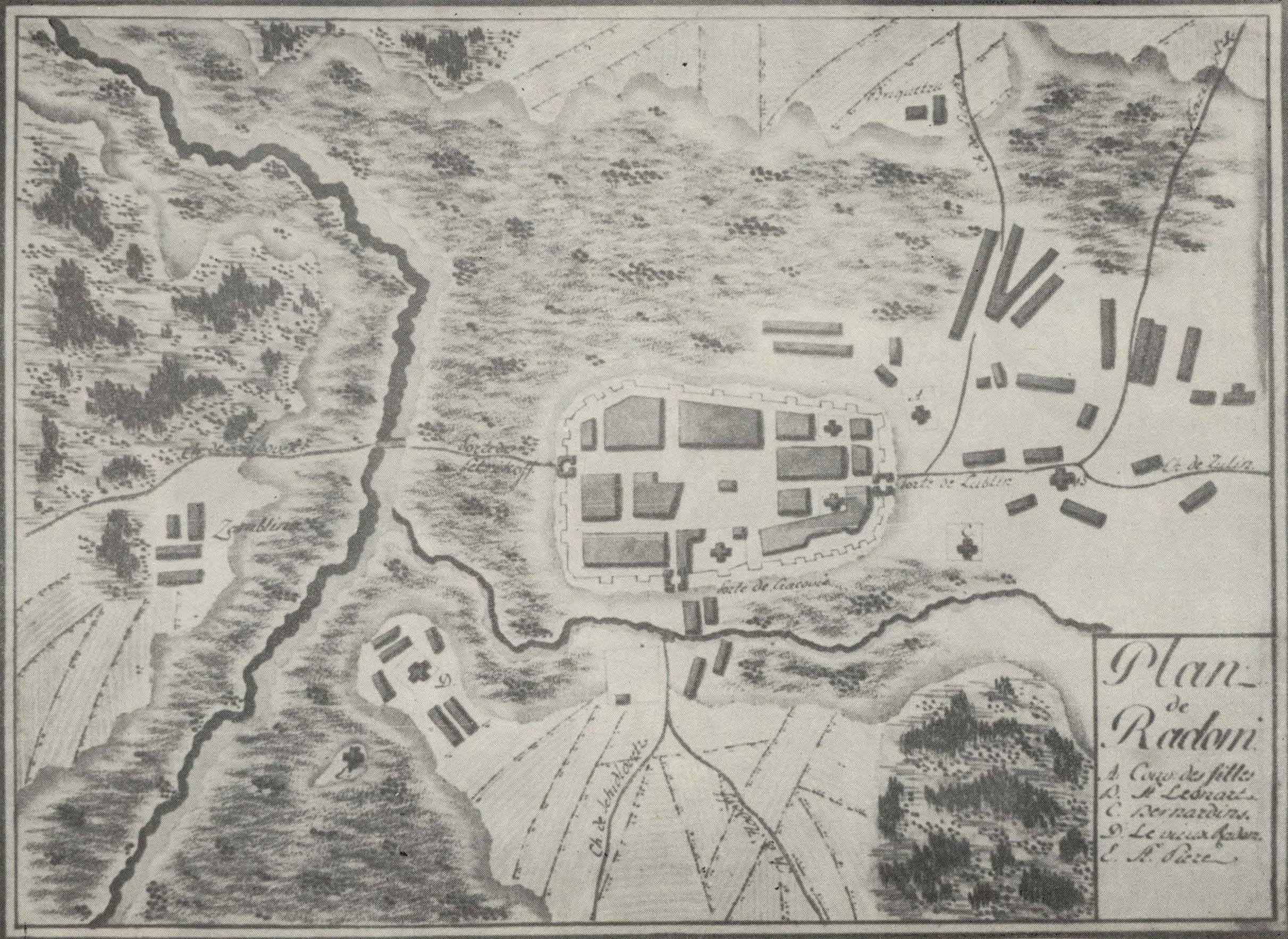
Plan Radomia z XVIII w. – trakt lubelski widoczny po prawej stronie

Od średniowiecza w miejscu obecnej ulicy Żeromskiego przebiegał trakt prowadzący w kierunku Lublina i dalej na Ruś (stąd wywodzi się pierwotne określenie dawnego gościńca – trakt lubelski). W wymiarze lokalnym stanowił on połączenie miasta lokacyjnego i przedmieścia lubelskiego z ogrodami mieszczan, leżącymi na terenie ówczesnej wsi Dzierzków. Sytuacja ta wpłynęła w późniejszym okresie na rozwój miasta w kierunku wschodnim. Najbardziej okazałym gmachem pochodzącym z tego okresu, usytuowanym przy dawnym trakcie lubelskim, jest zespół klasztorny Bernardynów ufundowany w II połowie XV w. przez króla Kazimierza Jagiellończyka. W okresie nowożytnym dominującym typem zabudowy były konstrukcje drewniane. Przy dawnym trakcie skaryszewskim stał kościół św. Leonarda, rozebrany w 1789 roku w ramach ograniczonych prac porządkowych. Wówczas przy trakcie lubelskim ulokowano również liczne karczmy i zajazdy. Proces gwałtownej urbanizacji terenu przypada na wiek XIX i związany jest z realizacją założeń planu regulacyjnego z 1822 roku. W tym stuleciu przy włączonym w granice miasta trakcie nazwanym ulicą Lubelską powstało wiele murowanych budynków, tworzących do dziś zasadniczy krajobraz zabytkowej części ulicy (zabytkowa zabudowa obejmuje większość odcinka dawnej ul. Lubelskiej, od 1925 noszącego imię Stefana Żeromskiego). Ulica Żeromskiego stanowi przedłużenie ulicy Rwańskiej. W 1901 roku jako jedna z pierwszych ulic Radomia uzyskała oświetlenie elektryczne.

## Nazwa
Nazwa ulicy wielokrotnie ulegała zmianom:
- XIV w. – ok. 1815: trakt lubelski (w tym okresie droga nie znajdowała się w obrębie miasta i nie posiadała oficjalnej nazwy),
- ok. 1815–1925: ul. Lubelska,
- 1925–1939: ul. Stefana Żeromskiego,
- 1939–1945: Reichsstraße,
- od 1945: ul. Stefana Żeromskiego

## Architektura

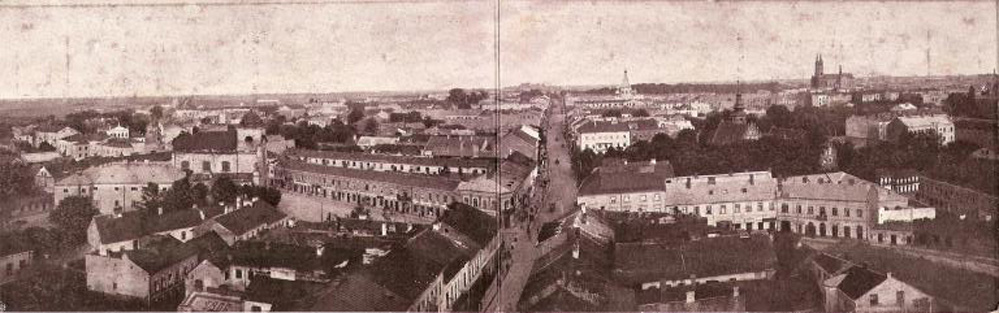
Zdjęcie panoramiczne Radomia wykonane w 1914. Widok z wieży kościoła farnego w kierunku ulicy Lubelskiej (obecnie Stefana Żeromskiego). Widoczne świątynie (od lewej): katolicki kościół św. Trójcy, kościół św. Stanisława (wówczas prawosławny sobór św. Mikołaja), kościół św. Katarzyny Aleksandryjskiej przy klasztorze Bernardynów, kościół katedralny pw. Opieki NMP.

Dzisiejszy kształt nadała ulicy przebudowa związana z realizacją planu regulacyjnego Radomia z 1822. W części zabytkowej (między placem Kazimierza Wielkiego a ulicą 25 Czerwca) dominują kamienice czynszowe pochodzące z okresu od I połowy XIX w. do lat 30. XX w., reprezentujące klasycyzm, style historyzujące, style stosowane w międzywojniu (art déco, modernizm) i inne style architektoniczne. Na odcinku pomiędzy ul. 25 Czerwca a wiaduktem kolejowym zabudowa jest niejednorodna i pochodzi z okresu od ok. II połowy XIX w. do czasów współczesnych. Od strony zachodniej perspektywę ulicy zamyka wieża gotyckiego kościoła farnego, znajdującego się przy ulicy Rwańskiej.

### Najważniejsze obiekty

#### Gmachy użyteczności publicznej
- nr 6/8 – klasztor oo. bernardynów wraz z kościołem pw. św. Katarzyny Aleksandryjskiej – gotycki zespół klasztorny ufundowany w 1468 przez Kazimierza Jagiellończyka. Pierwotne drewniane obiekty zastąpiono w pierwszej dekadzie XVI w. budynkami murowanymi. Całe założenie posiadało cechy obronne. Gotycki kościół wielokrotnie poddawano pracom restauracyjnym w XIX i na początku XX wieku (w 1912 dokonano przebudowy kościoła według projektu Stefana Szyllera). Najcenniejsze elementy wyposażenie kościoła to m.in. stalle z ok. 1500, późnogotycka grupa pasyjna, przypisywana warsztatowi Wita Stwosza oraz rokokowe ołtarze boczne. Wysokiej klasy zabytkami architektonicznymi są też zachowane sklepienia krzyżowo-żebrowe w prezbiterium, fragmenty polichromii z XVII wieku oraz, unikatowy w skali Europy, charakterystyczny budynek kuchni klasztornej z początku XVI w.[8][9]
- nr 10 – budynek I Liceum Ogólnokształcącego im. Mikołaja Kopernika[10].
- nr 15 – budynek d. Hotelu Rzymskiego – zabudowany ok. 1857, przebudowany w 1875. W latach 1881–1886 w budynku hotelu działało atelier fotograficzne Józefa Grodzickiego. W latach 1906–1945 w budynku hotelu siedzibę miały kolejno kina „Odeon” (do 1933) i „Miraż”. W trakcie II wojny światowej w budynku hotelu mieścił się Niemiecki Dom Żołnierza. W wyniku współczesnych przebudów budynek stracił całą dekorację fasady i ogrodzenie[11].
- nr 35 – gmach dawnego radomskiego oddziału Towarzystwa Kredytowego Ziemskiego. Wzniesiony w 1852 według projektu Henryka Marconiego i Ludwika Radziszewskiego w stylu neorenesansowym. Do 1933 mieścił różnego rodzaju ziemiańskie instytucje finansowe, a następnie został przekazany na cele oświatowe[12][13].
- nr 41 – eklektyczny budynek Radomskiej Izby Skarbowej z lat 70. XIX wieku.,
- nr 42 – Dom Handlowy „Sezam” – wybudowany w 1966 według projektu Grzegorza Bauera i Macieja Paterkowskiego. Obecnie obiekt pełni funkcje usługowo-handlowe[12][14].
- nr 43/45 – gmach dawnego radomskiego oddziału Banku Państwa – rosyjskiego banku centralnego w okresie przed 1917. Neoklasycystyczny budynek wzniesiono w latach 1910–1919 według projektu Zygmunta Słomińskiego. Po odzyskaniu przez Polskę niepodległości w 1918 roku gmach przejął Bank Polski. W okresie II wojny światowej budynek zajmowała niemiecka kasa kredytowa. W latach 1945–2003 siedziba oddziału Narodowego Banku Polskiego. Od 2003 budynek zajmuje Sąd Rejonowy[12][15].
- nr 47 – budynek dawnego kina Czary działającego w latach 1905–1945. W latach 1945–2007 budynek zajmowało kino studyjne Hel[12][16].
- nr 53 – gmach dawnej komisji województwa sandomierskiego – monumentalny, klasycystyczny dwupiętrowy budynek wzniesiony w latach 1825–1827 przy trakcie Lubelskim według projektu Antonio Corazziego. W XIX wieku siedziba komisji wojewódzkich oraz rządów gubernialnych. Rozbudowany w latach 1938–1942. O monumentalnym charakterze budynku świadczy piętnastoosiowa fasada, wzbogacona trzema ryzalitami ozdobionymi portykiem toskańskim i pilastrami oraz fryzem tryglifowym. Fasada parteru dekorowana boniowaniem[17]. Obecnie siedziba urzędu miejskiego i delegatur mazowieckich instytucji wojewódzkich[12][18].
- nr 56 – budynek dawnej rogatki lubelskiej, wzniesiony w 1840 według projektu Henryka Marconiego. W 1921 przebudowany na łaźnię miejską według projektu Kazimierza Prokulskiego (z pierwotnego obiektu zachował się jedynie portyk wejściowy). Od 1982 obiekt pełni funkcje kulturalne – obecnie jest siedzibą Klubu Środowisk Twórczych „Łaźnia”[12][19].
- nr 75 – socrealistyczny budynek biurowy dawnych Zakładów Energetycznych Okręgu Wschodniego wzniesiony w latach 50. XX w. według projektu S. Bieńkuńskiego[20].

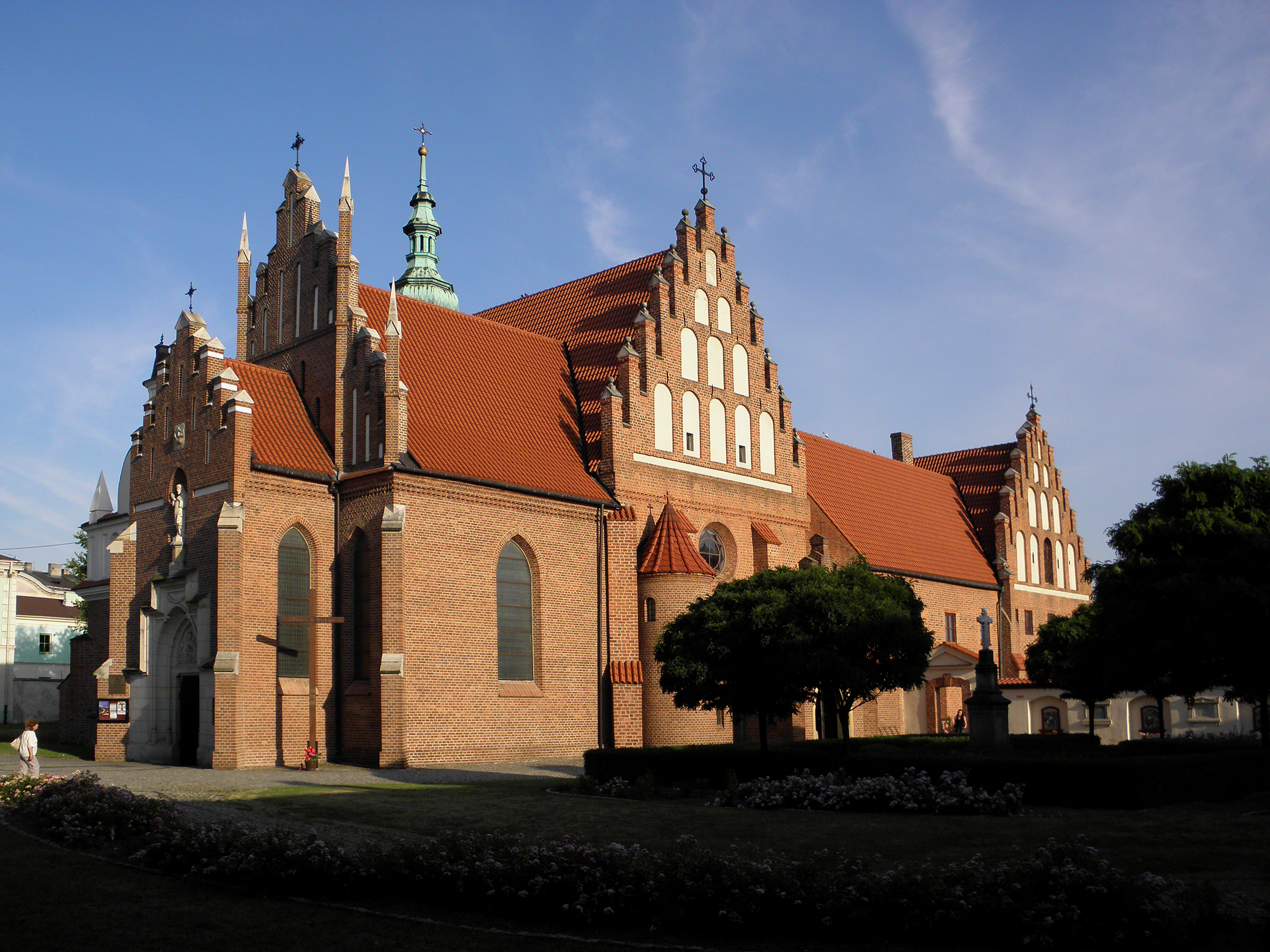
Klasztor oo. Bernardynów.
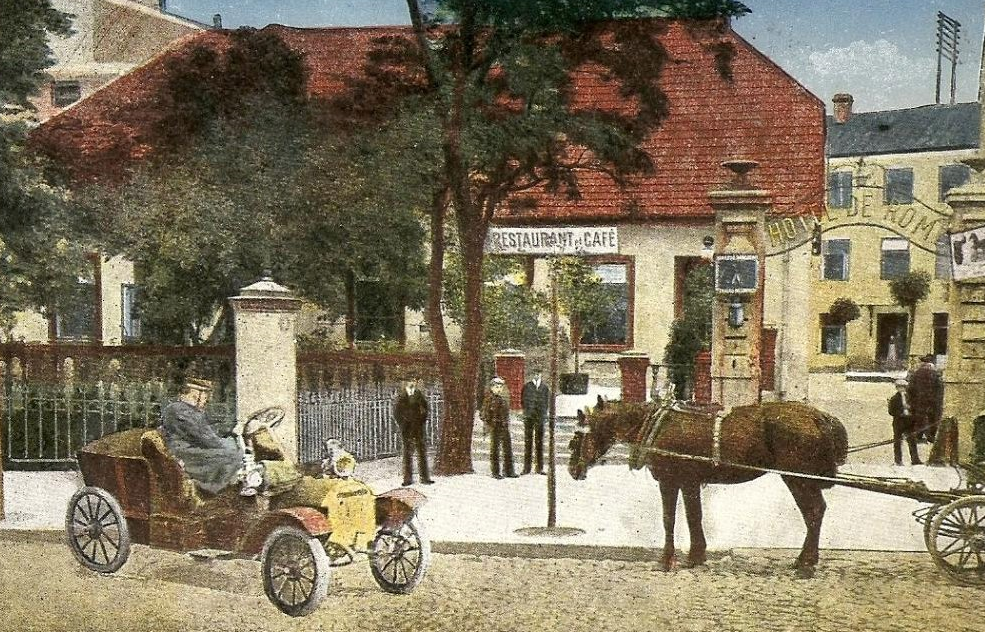
Hotel Rzymski – widok z ok. 1900 roku.
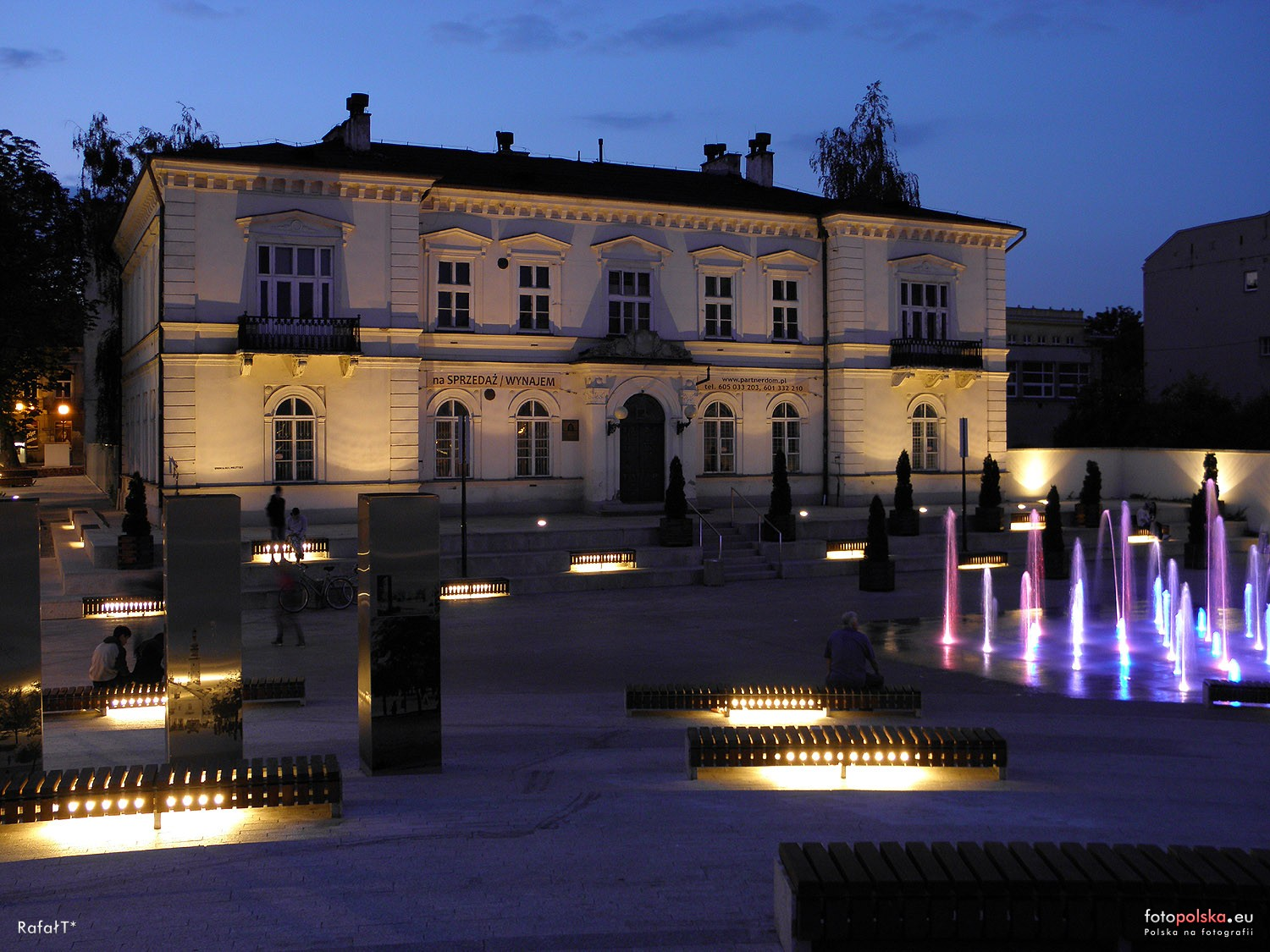
Gmach Towarzystwa Kredytowego Ziemskiego.
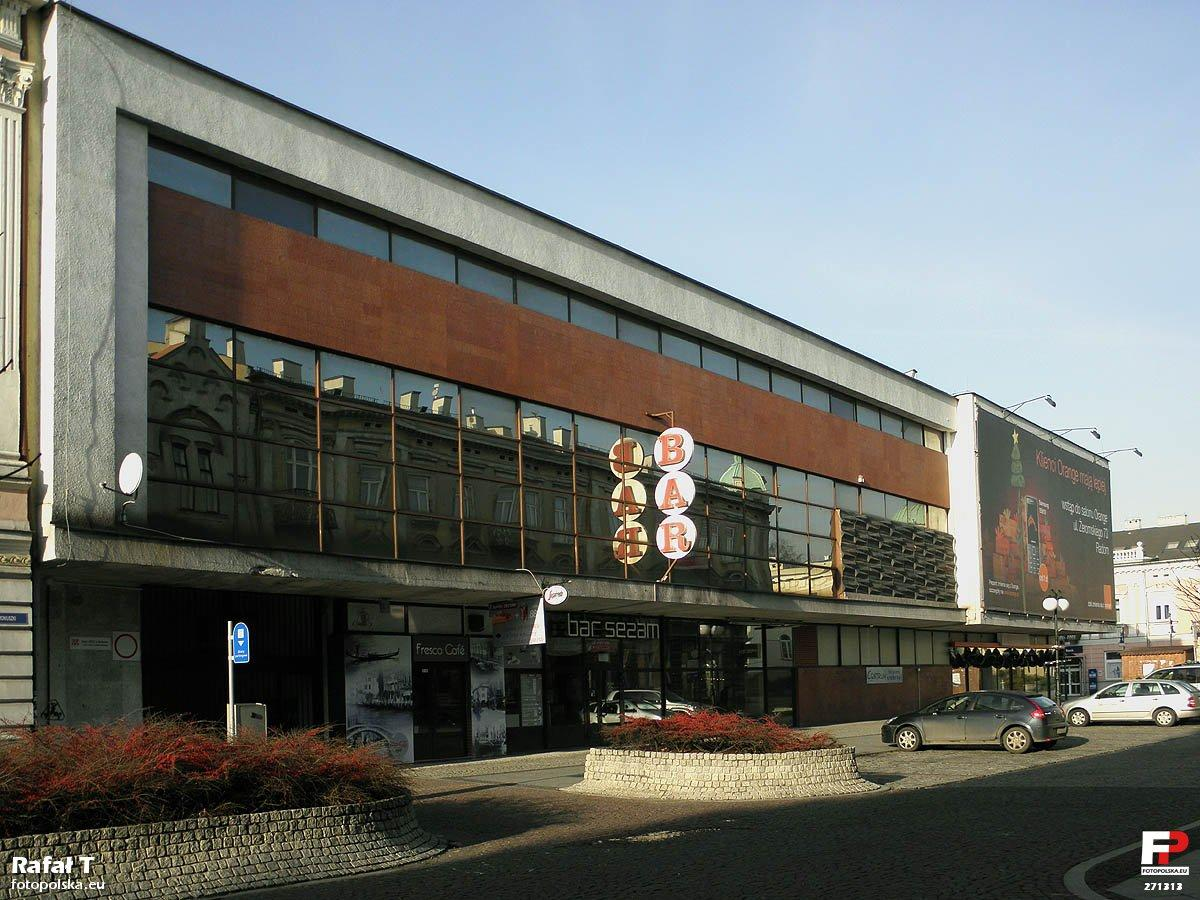
Dom Handlowy „Sezam” – widok od strony ul. Moniuszki.
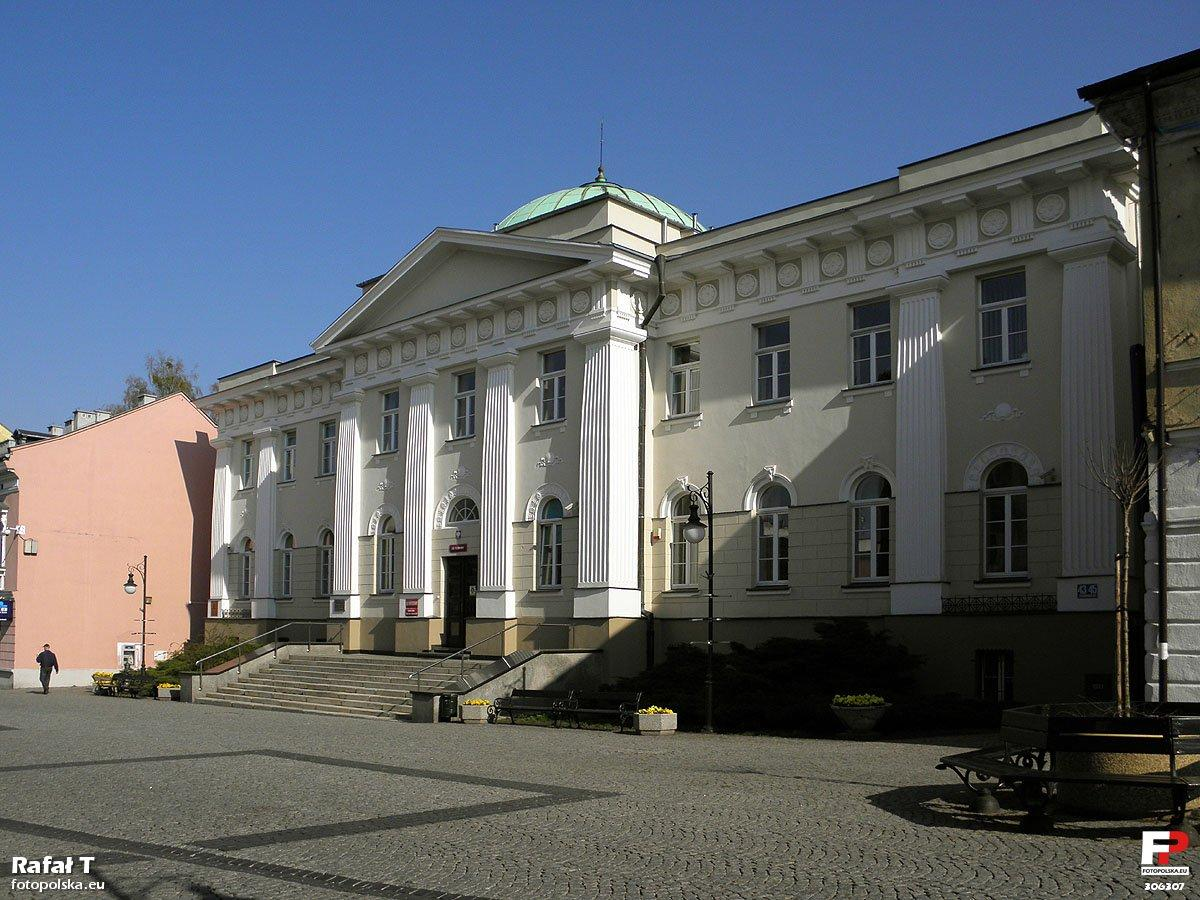
Gmach dawnego radomskiego oddziału Banku Państwa.
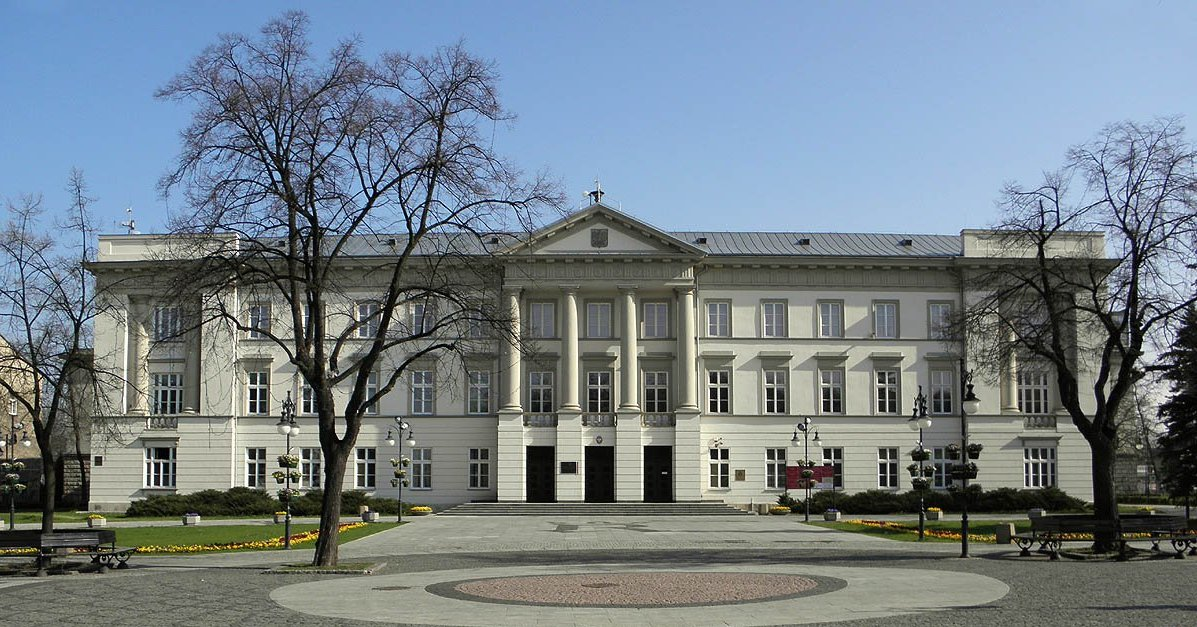
Gmach dawnej komisji województwa sandomierskiego.
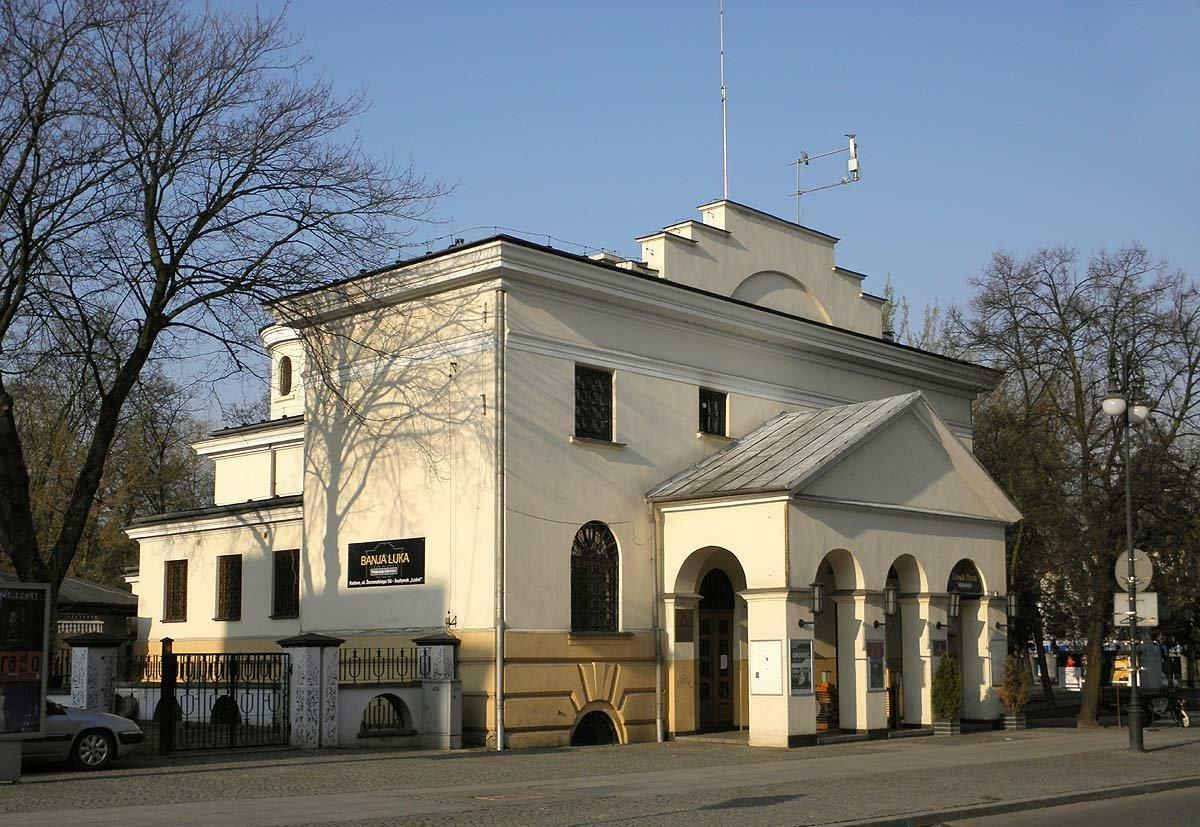
Budynek dawnej rogatki lubelskiej.
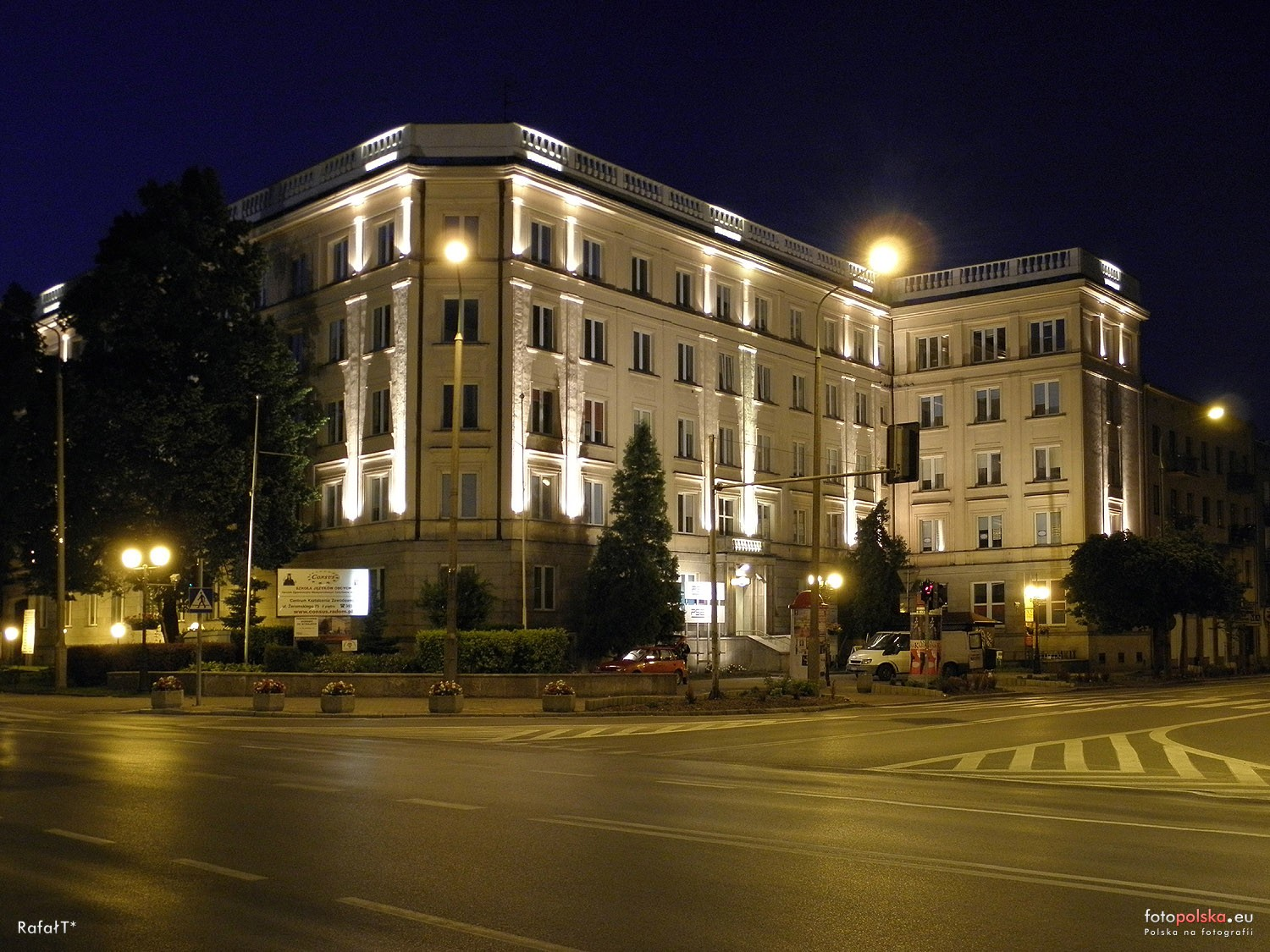
Budynek biurowy dawnych Zakładów Energetycznych Okręgu Wschodniego.

#### Wybrane budynki mieszkalne
- nr 1 – dom Gozmanów – piętrowa, narożna kamienica wybudowana w 1823[21].
- nr 2 – dom Kociubskiego – dwupiętrowa kamienica wybudowana w latach 1820–1823[22].
- nr 3 – dom, po 1820[23]
- nr 4 – dom, 1830[23]
- nr 5 – dom Kojanowskiego – piętrowa kamienica w stylu klasycystycznym wybudowana ok. 1800. Od ok. 1795 na parterze mieściła się apteka Pod Białym Orłem, założona przez warszawskiego aptekarza, Jana Konrada Burhardta. Apteka została zlikwidowana w 2013 roku, po niemal dwustu latach istnienia. Wnętrze lokalu zdobi zachowany dziewiętnastowieczny plafon z wizerunkiem orła białego, autorstwa prawdopodobnie Karola Hoppena. Oryginalne wyposażenie wraz z meblami przechowywane jest w Muzeum im. Jacka Malczewskiego[24][25].
- nr 7 – dom Roszkowskich – dwupiętrowa kamienica wybudowana w latach 1847–1849[26].
- nr 9 – dom Ruckich – dwupiętrowa kamienica wybudowana w latach 1824–1825. W okresie międzywojennym siedziba Żydowskiej Gminy Wyznaniowej[26][27].
- nr 12 – dom Rodziewicza – dwupiętrowa kamienica wybudowana w latach 1829–1831. W budynku mieściła się m.in. resursa obywatelska i Hotel Warszawski[12][28][29].
- nr 13 – kamienica, po 1870[23]
- nr 14 – kamienica, 1. poł. XIX w.[23]
- nr 18 – kamienica, 1860[23]
- nr 19 – kamienica, 1. poł. XIX w.[23]
- nr 20 – kamienica, poł. XIX w.[23]
- nr 21 – dom (narożny), koniec XIX w.[23]
- nr 22 – dom, 1. poł. XIX w.[23]
- nr 23 – dom, ul. Żeromskiego 23, koniec XIX w.[23]
- nr 24 – kamienica, 1835[23]
- nr 25 – kamienica[23]
- nr 26 – dom Urbanowiczów – piętrowa kamienica wybudowana w latach 1821–1823[30].
- nr 27 – kamienica, 1822–23[23]
- nr 28 – dom Czempińskich – piętrowa kamienica wybudowana w latach 1850–1851. W podwórzu kamienicy wzniesiono w 1918 według projektu Adolfa Szyszko-Bohusza pawilon drukarni Trzebińskich[12][31][32].
- nr 29 – dom, poł. XIX w.[23]
- nr 33 – budynek, 3. ćw. XIX w.[23]
- nr 36 – pałac Kierzkowskich – klasycystyczna, piętrowa kamienica wybudowana w latach 1827–1829 według projektu Stefana Balińskiego. Charakterystycznym elementem budynku jest fronton ozdobiony czterokolumnowym portykiem z tympanonem, w którym umieszczono monogram właścicieli. W latach 30. XIX w. w budynku mieścił się Trybunał Cywilny i archiwum akt dawnych[33].
- nr 37 – dom Podworskich, nazywany też Narodówką wybudowany w latach 1866–1867 w stylu neorenesansowym, według projektu Antoniego Wąsowskiego. Pośród zabytkowej zabudowy radomskiego śródmieścia wyróżnia go ściana szczytowa zdobiona boniowaniem, trzema płytkimi arkadami oraz popiersiami starożytnych postaci, umieszczonymi na konsolach[34]. Razem z gmachem dawnego Towarzystwa Kredytowego Ziemskiego, kamienica Podworskich stanowi tło zrewitalizowanego w 2013 skweru[35].
- nr 38–40 (pl. Konstytucji 3 Maja 8) – zespół budynków mieszkalnych, 2. poł. XIX w., w tym Kamienica Staniszewskich[23]
- nr 41 – dom Przybysławskiego – siedziba Radomskiej Izby Skarbowej – piętrowa kamienica wybudowana w latach 1846–1848[33].
- nr 44 (róg Moniuszki) – dom Szerszyńskich, 1910[23][36].
- nr 46 – pałacyk Balińskich-Hemplów – zespół budynków składających się z cofniętego w głąb podwórka piętrowego korpusu głównego i dwóch oficyn, wybudowany w latach 1833–1837 według projektu Stefana Balińskiego na jego siedzibę. Był to jeden z pierwszych budynków o charakterze rezydencjonalnym zbudowanych w Radomiu w XIX w[37][38].
- nr 49 – dom, XIX w.[23]
- nr 51 – dom Bieńkowskich – piętrowa kamienica wybudowana w latach 1839–1841. W latach 1898–1939 w lokalu na parterze budynku działała restauracja Stanisława Wierzbickiego wraz ze sklepem winnym i kolonialnym. Renoma restauracji musiała być znaczna, skoro gościli w niej m.in. cesarz Wilhelm II, Charles de Gaulle, Ignacy Mościcki i inne prominentne osoby. Restauracja została zlikwidowana przez władze okupacyjne[39][40].
- nr 57 – dom, koniec XIX w.[23]
- nr 66 – kamienica, po 1880[23]
- nr 69 – dom, po 1880[23]
- nr 70 – dom, po 1880[23]
- nr 71 – dom, koniec XIX w.[23]
- nr 72 – kamienica, koniec XIX w.[23]
- nr 73 – kamienica, koniec XIX w.[23]
- nr 87 – kamienica, 1882[23]

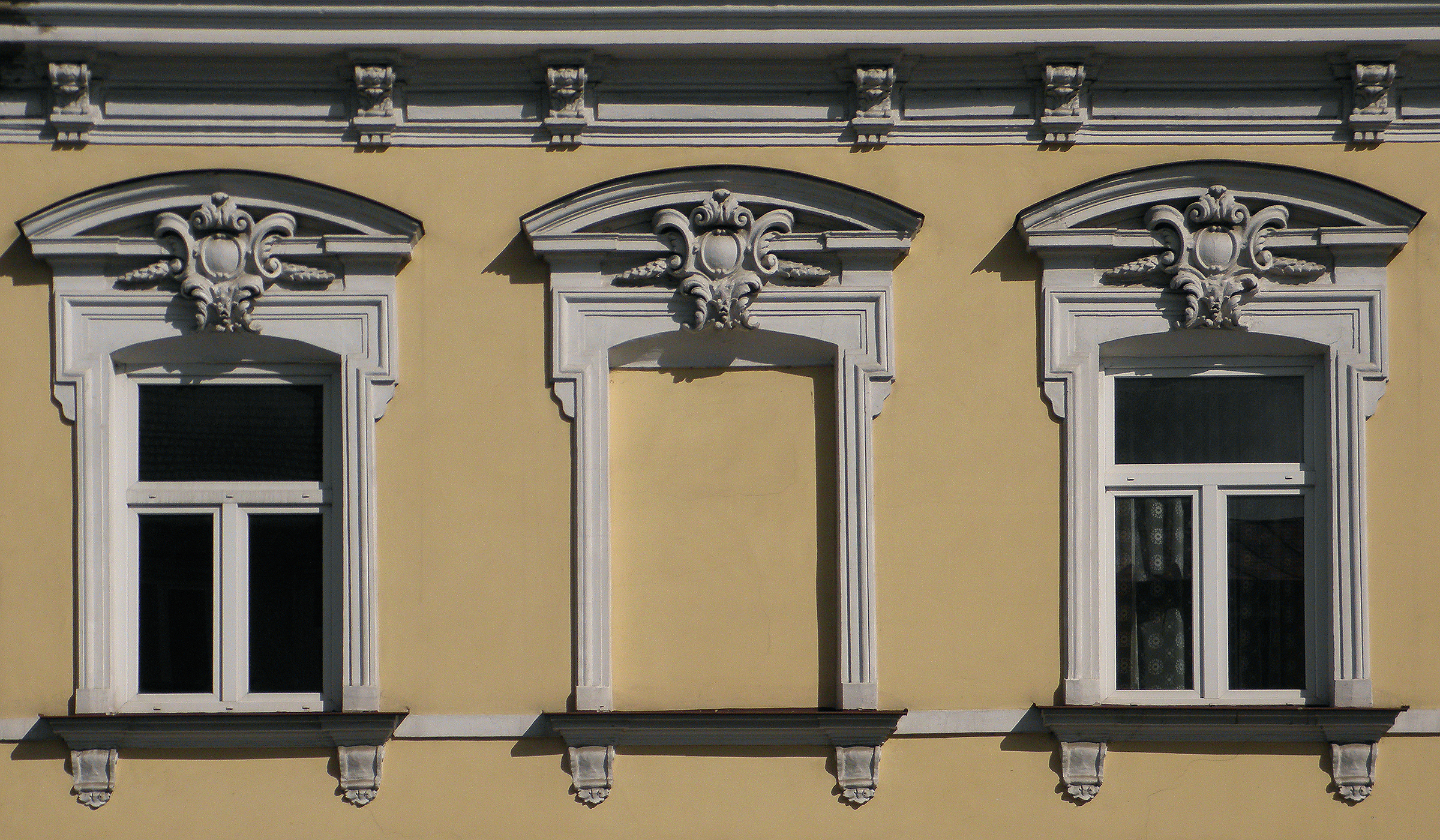
Dom Gozmanów – dekoracje okien I piętra
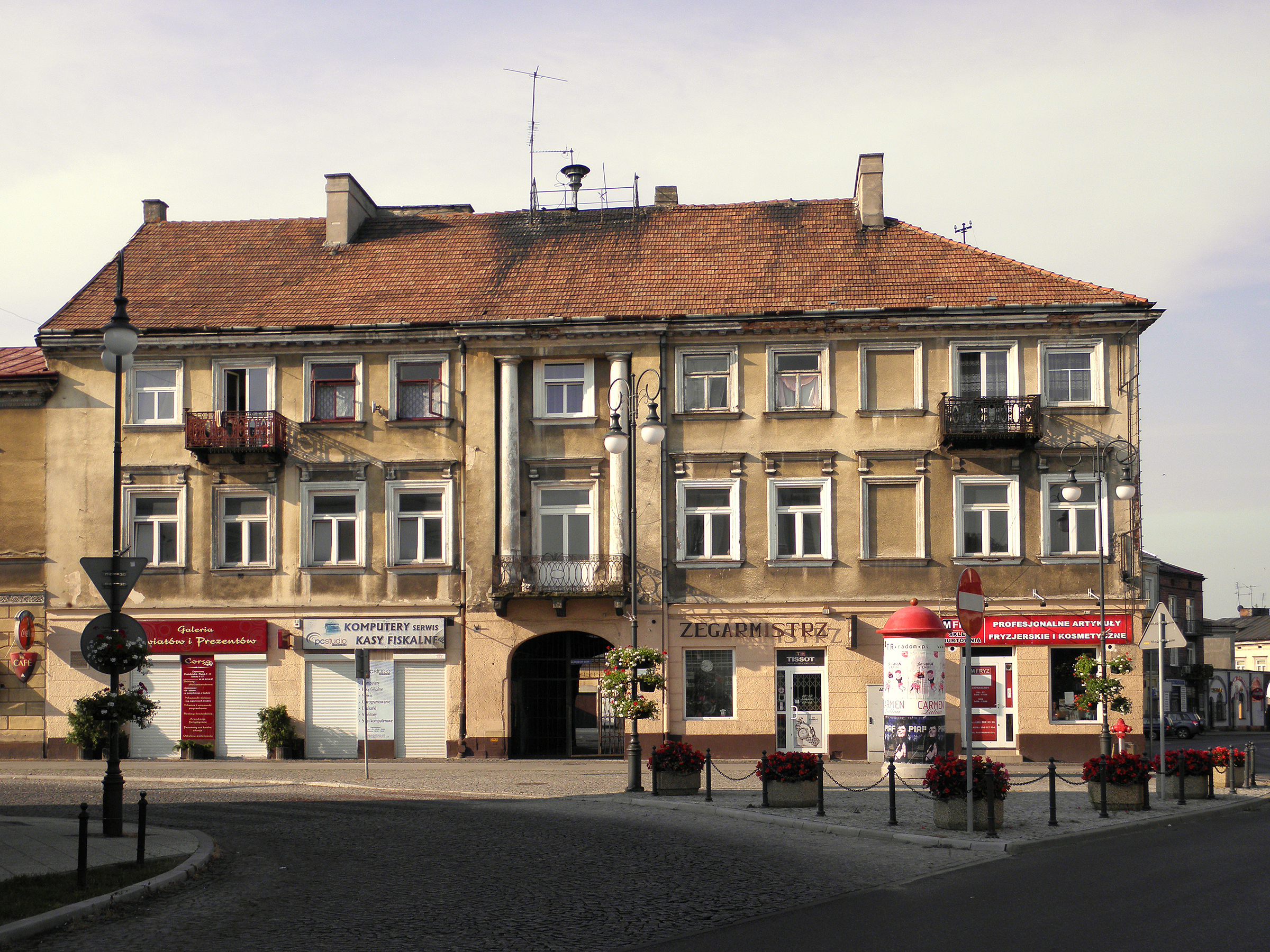
Dom Kociubskiego
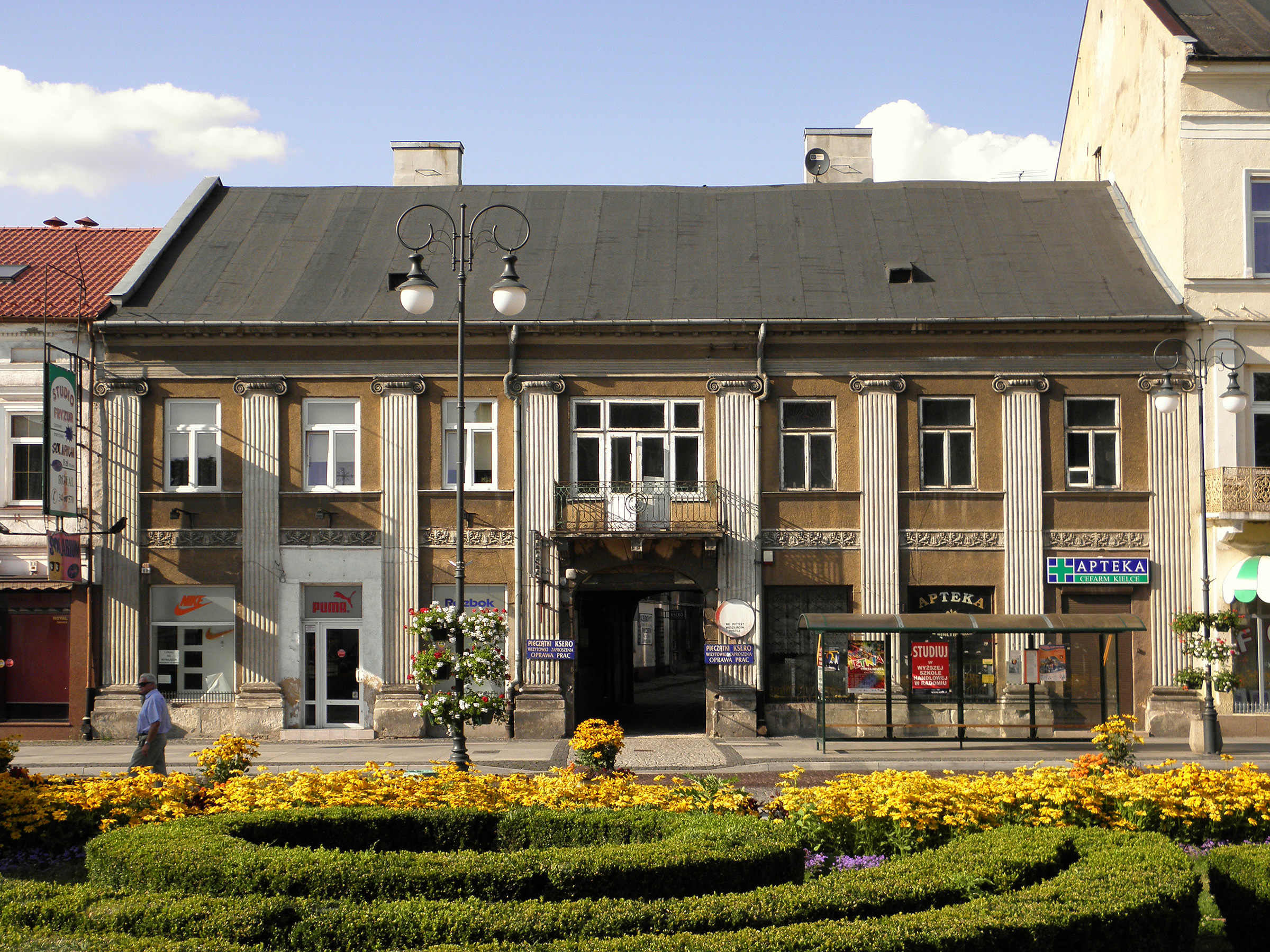
Dom Kojanowskiego
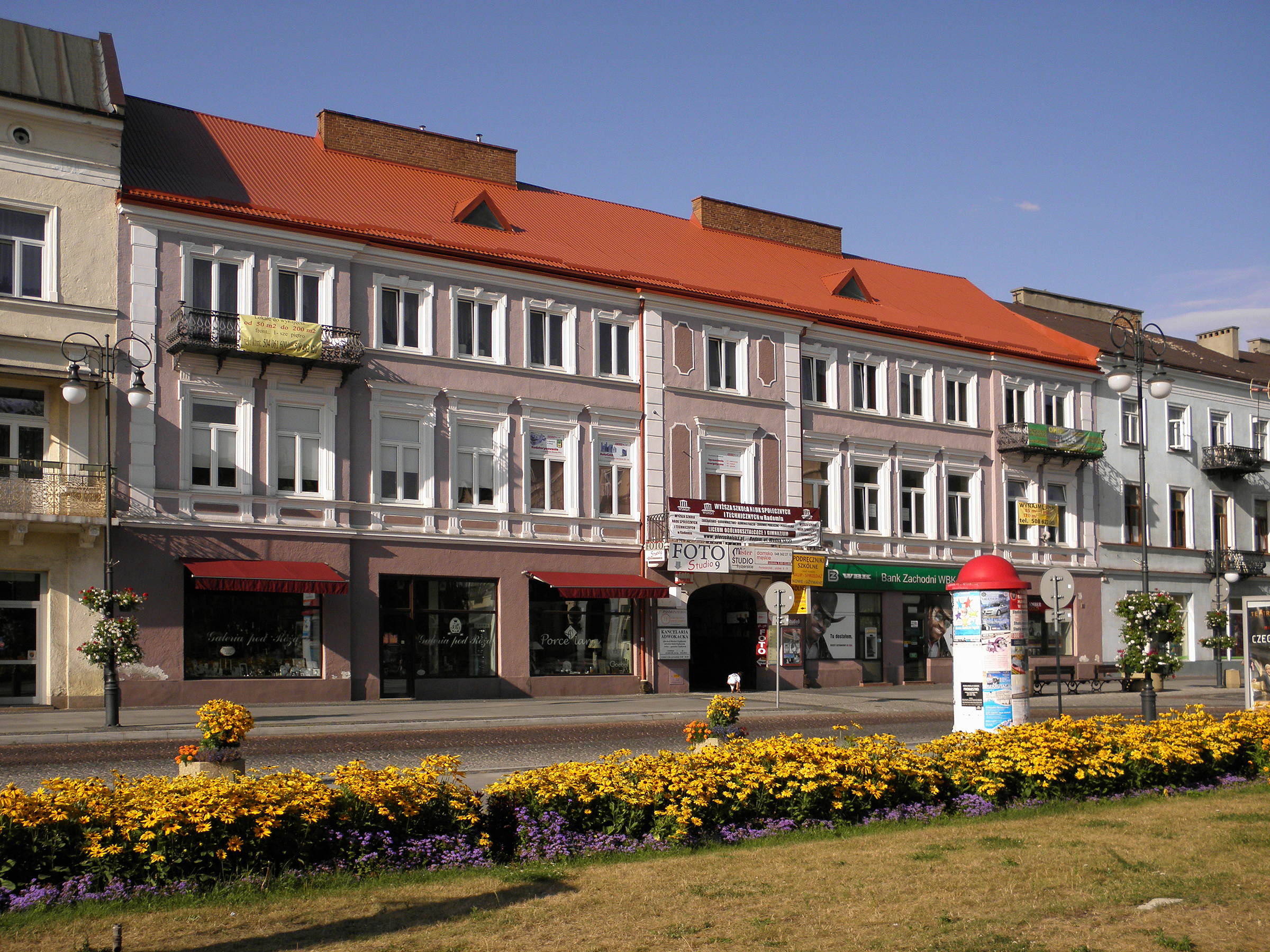
Dom Ruckich
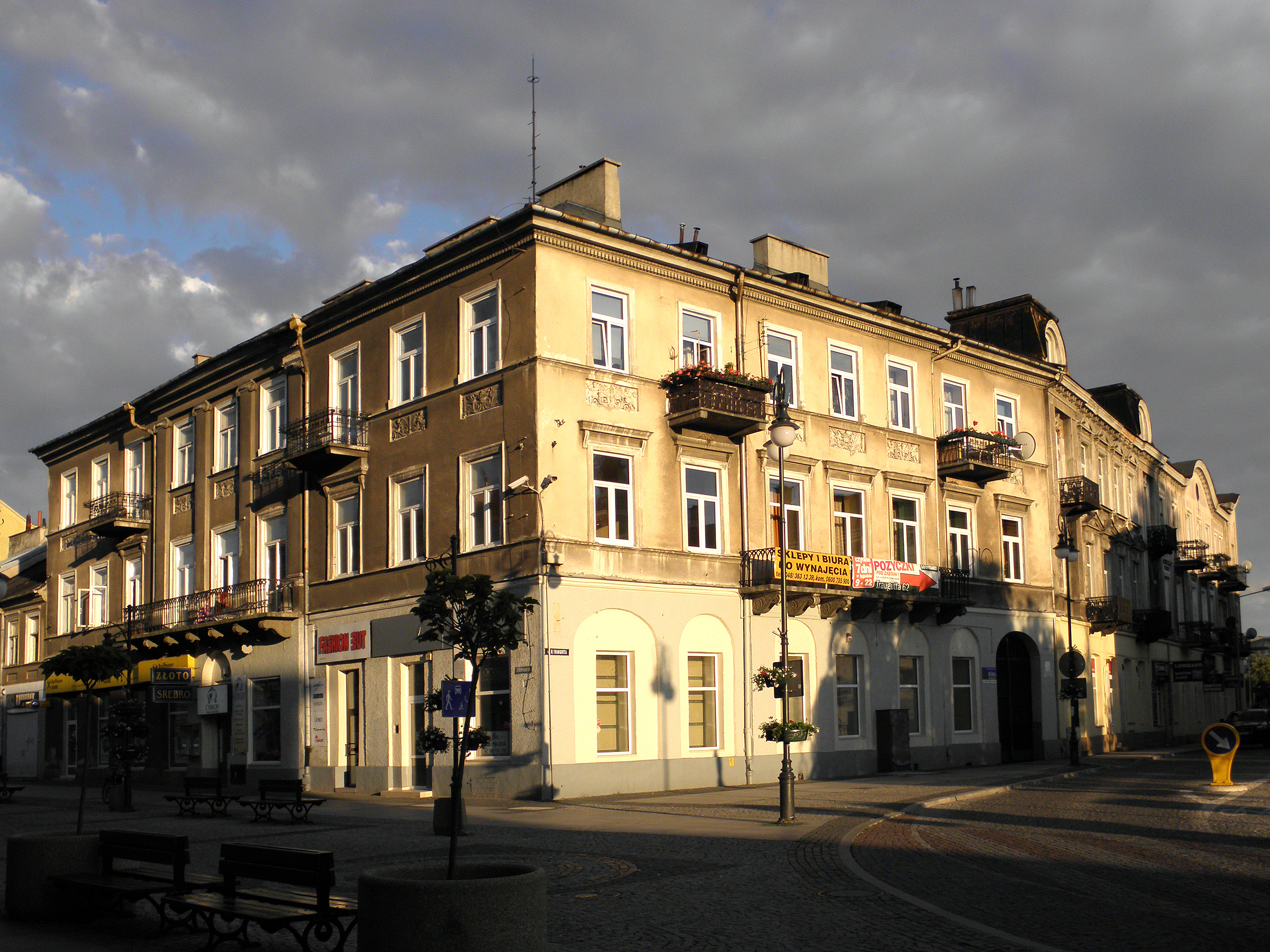
Dom Rodziewicza
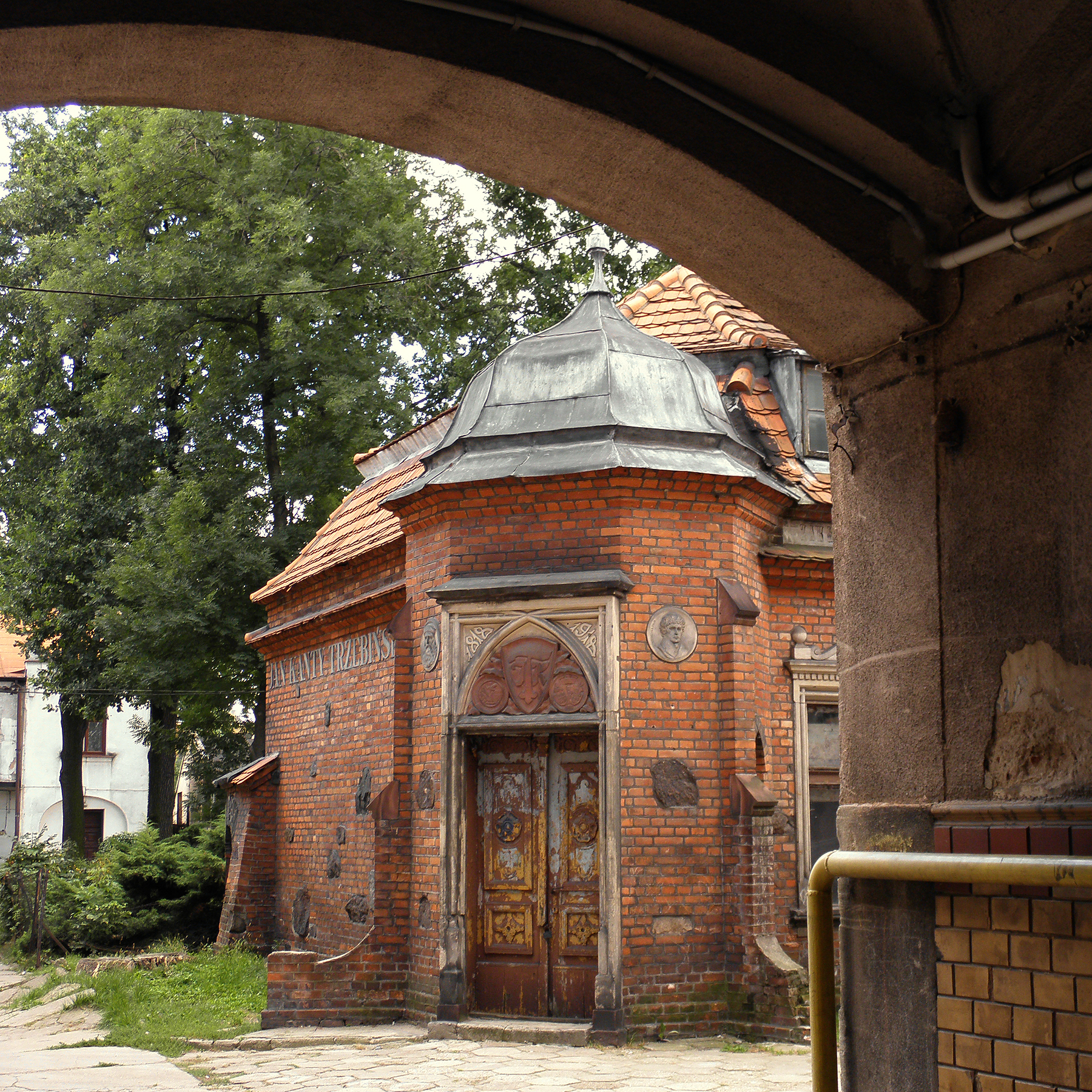
Drukarnia Trzebińskich
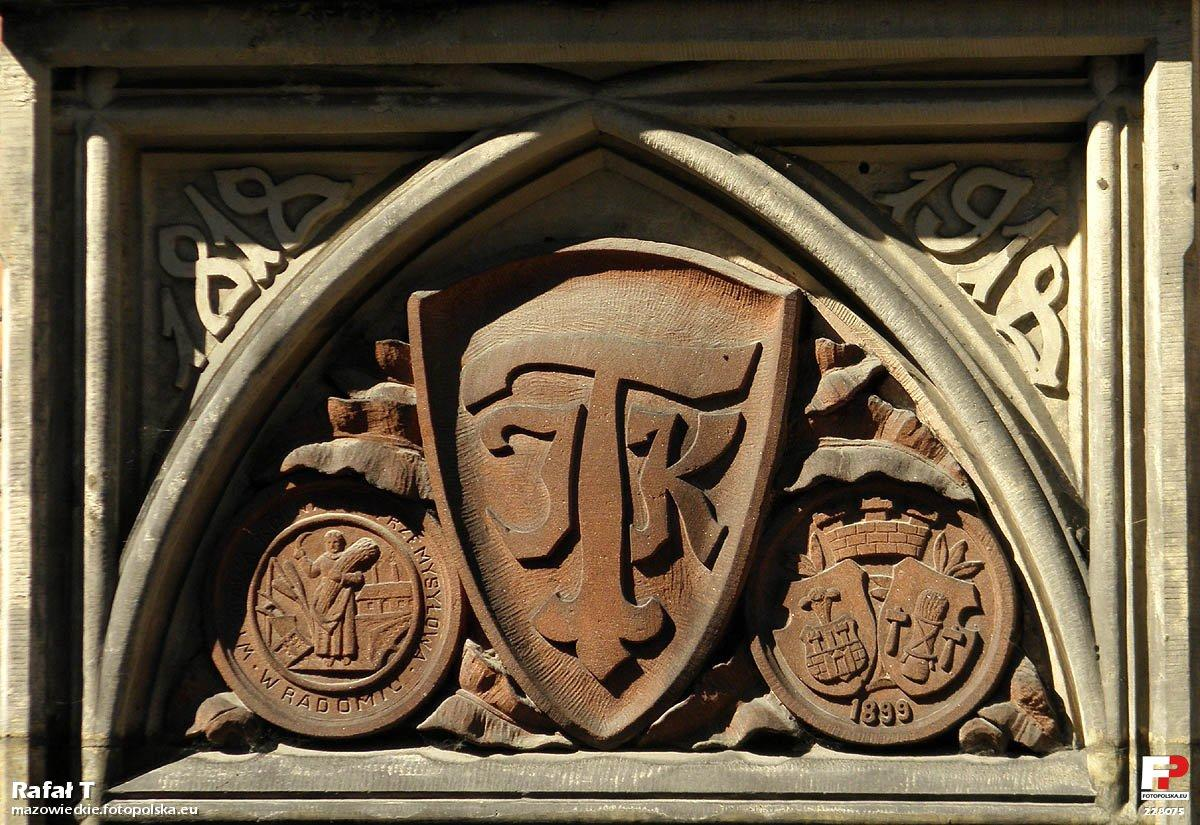
Drukarnia Trzebińskich – detal fasady
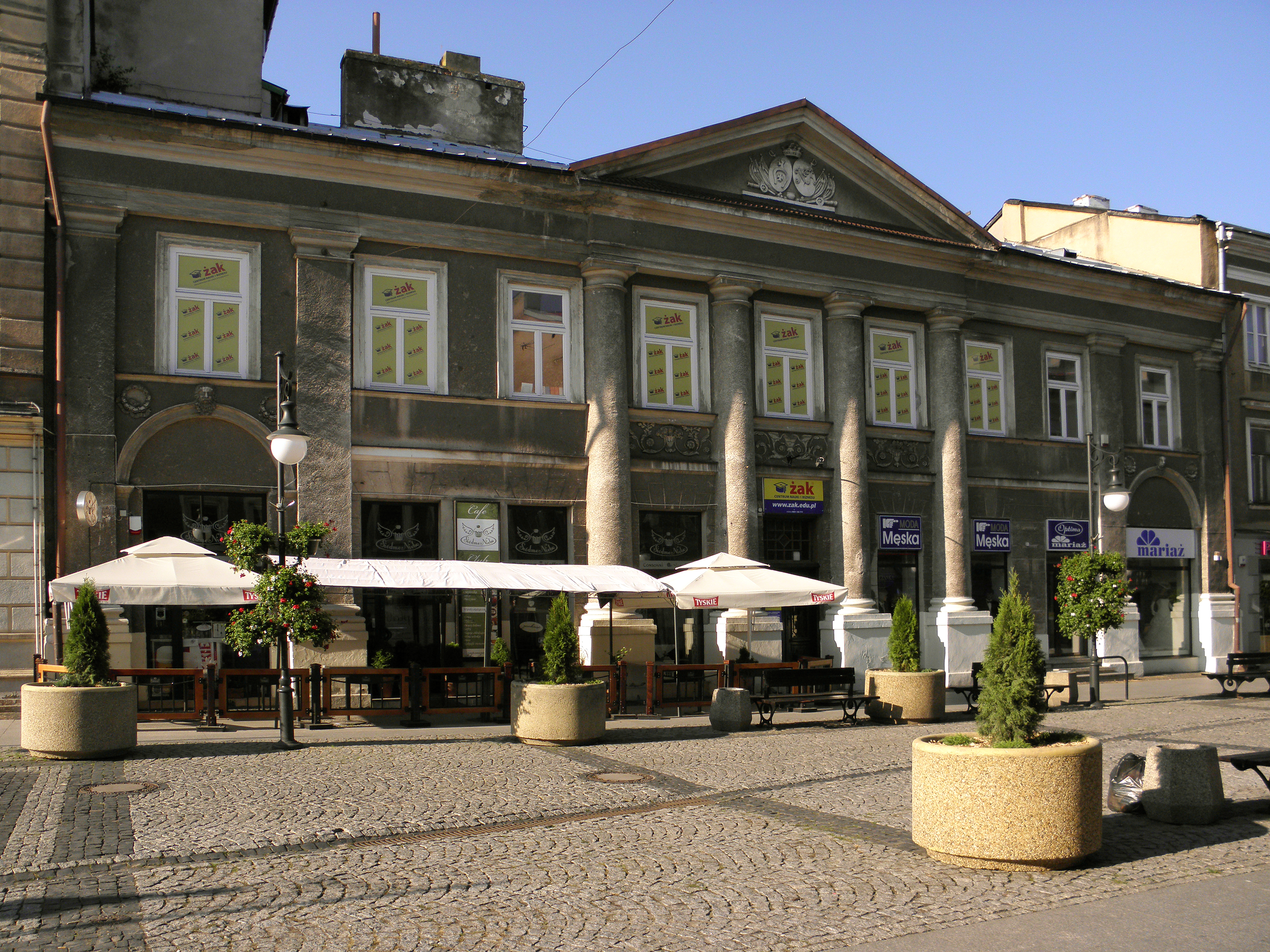
Dom Kierzkowskich
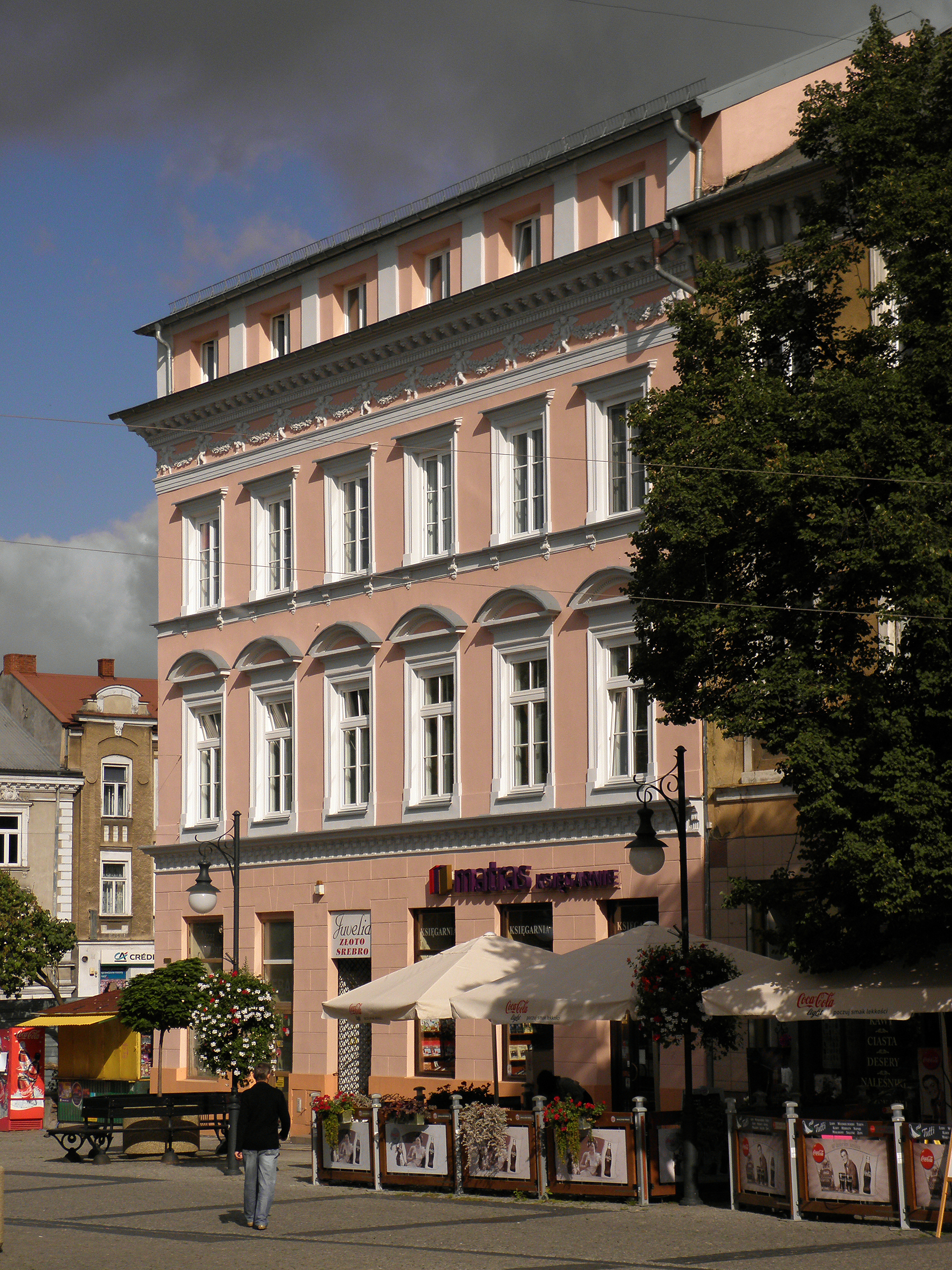
Dom Podworskich
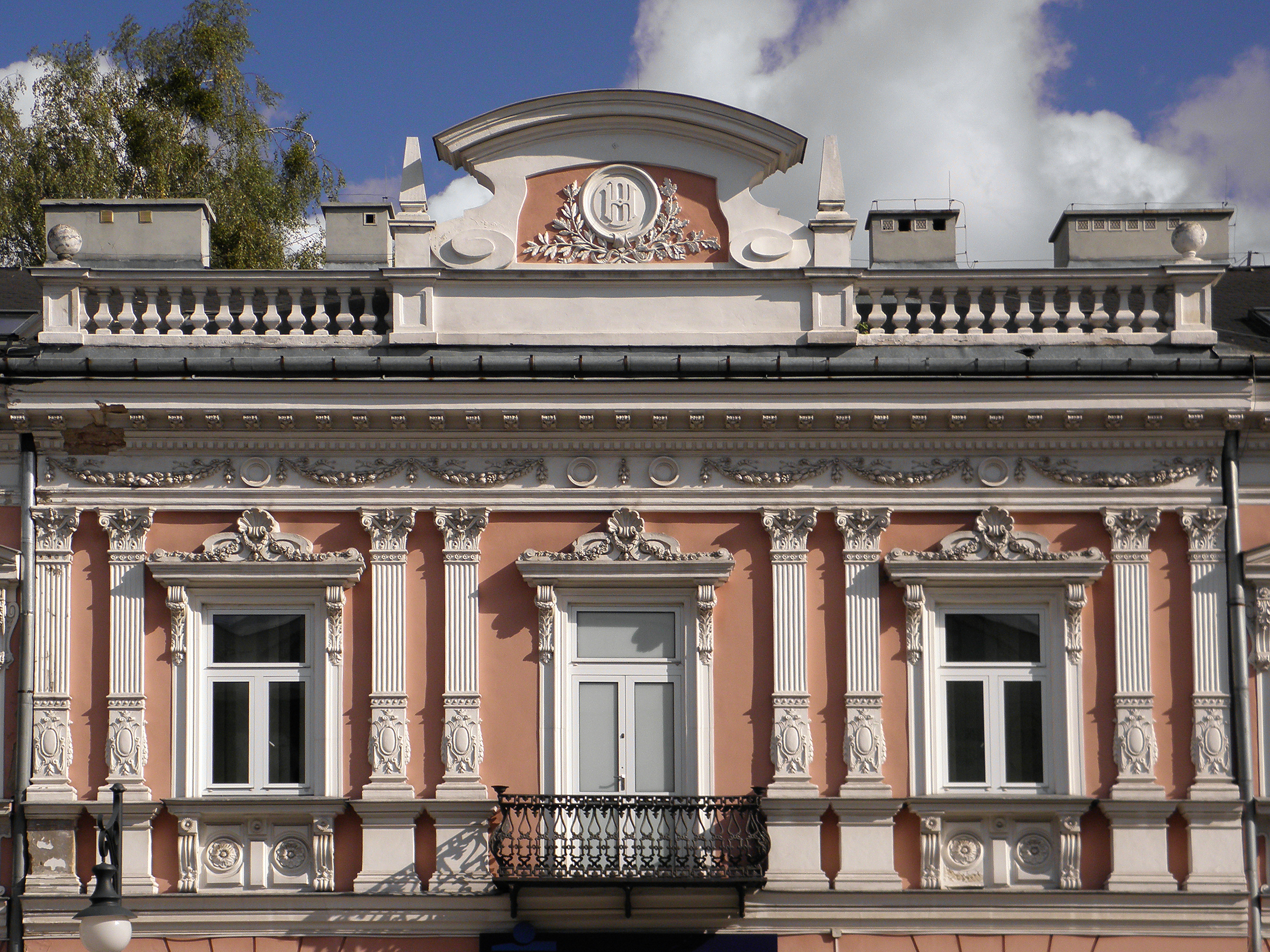
Dom Przybysławskiego – dekoracje I piętra
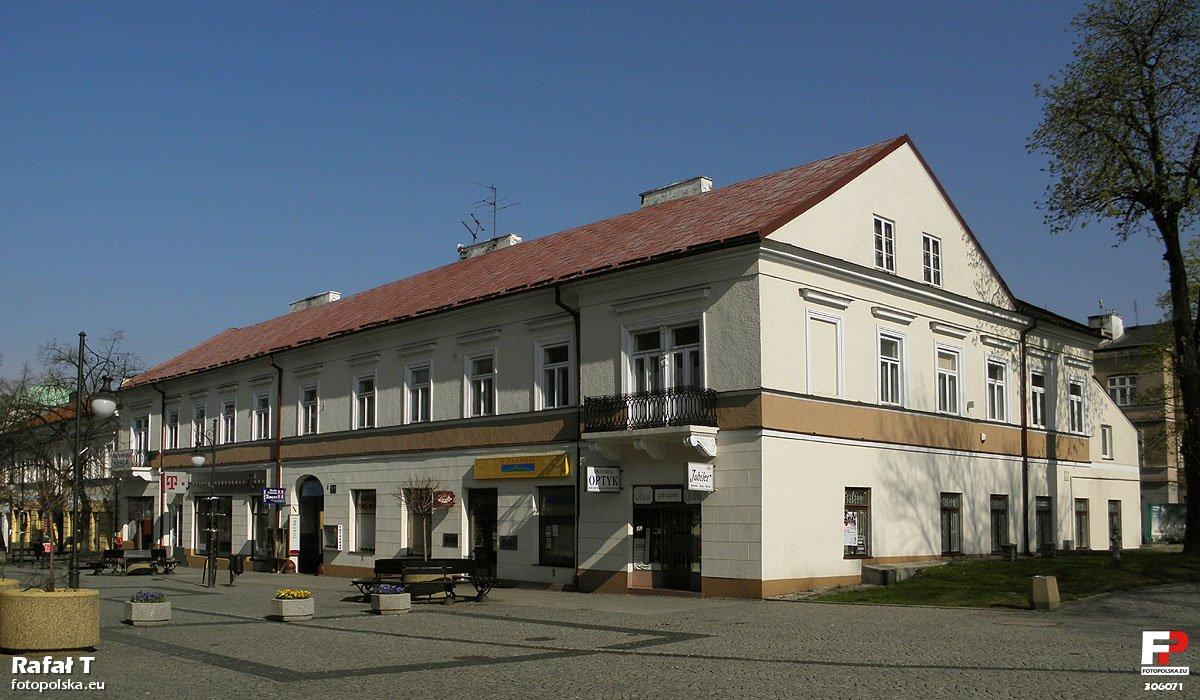
Dom Bieńkowskich

## Film
Na ulicy kręcone były sceny do filmu Dyrygent w reżyserii Andrzeja Wajdy (1979), który przez wiele lat mieszkał w Radomiu.